# Gerardo Seoane
 (juillet 2018).
Si vous disposez d'ouvrages ou d'articles de référence ou si vous connaissez des sites web de qualité traitant du thème abordé ici, merci de compléter l'article en donnant les références utiles à sa vérifiabilité et en les liant à la section « Notes et références ».
Gerardo (“Gerry”) Seoane, né le 30 octobre 1978 à Lucerne en Suisse, est un joueur et entraîneur hispano-suisse.

## Biographie

### En club

#### Parcours junior et début carrière senior

##### FC Rothenburg (1986-1990)
Double national espagnol et suisse, Gerardo Seoane naît le 30 octobre 1978 à Lucerne et découvre le football en 1986 au FC Rothenburg.  

##### FC Lucerne (1990-1997)
Il rejoint quelques années plus tard les juniors du FC Lucerne, avant de faire ses débuts avec la première équipe lors de la saison 1995-1996.  

##### FC Sion (1997-1998)
Il rejoint le FC Sion en 1997. Il atteint avec cette équipe la finale de la Coupe de Suisse en 1997.  

##### Aventure espagnole au Deportivo La Corogne (1998-2002)
Il s'envole dans la foulée en Espagne, où il rejoint l’équipe réserve du Deportivo La Corogne. 

###### Prêt au AC Bellinzone (1999-200)
Il y reste jusqu’en 2002, période entrecoupée par un prêt d’une saison à l’AC Bellinzone. 

##### Retour en Suisse au FC Aarau (2002-2004)
Il s’engage ensuite avec le FC Aarau, où il reste deux saisons. 

##### Grasshopper Club Zurich (2004-2006)
Il suit alors son entraîneur Alain Geiger au Grasshopper Club Zurich. Avec le Grasshopper, il participe à la phase de groupe de la Coupe de l'UEFA lors de la saison 2006-2007. 

##### Retour et fin de carrière au FC Lucerne (2007-2010)
En 2007, il revient dans son club formateur : FC Lucerne, où il met un terme à sa carrière de joueur en 2010.

### Carrière d'entraîneur

#### FC Lucerne juniors (2011-2014) et FC Lucerne II (2014-2017)
Il entame alors une carrière d’entraîneur, d’abord à la tête d’équipes de jeunes du club lucernois. 

#### FC Lucerne (2013 et 2018)
En mai 2013, il est nommé par intérim à la tête de la première équipe, entre le licenciement de Ryszard Komornicki et l’engagement de Carlos Bernegger. Il reprend ensuite la deuxième équipe du FC Lucerne, qui évolue en première ligue, avant d’être promu, en janvier 2018, à la tête de la première équipe, en remplacement de Markus Babbel. 

#### BSC Young Boys (2018-2021)
Au terme de la saison 2017-2018, après avoir mené son équipe de la 9e à la 3e place, il s’engage avec les Young Boys, où il succède à Adi Hütter.
Il a gagné avec Young Boys 3 Champion de Suisse (2019 à 2021)
En mai 2021, il est annoncé qu'il quitte le champion de Suisse pour la Bundesliga au Bayer Leverkusen.

#### Bayer Leverkusen (2021-2022)
Il rejoint en tant qu'entraîneur le Bayer Leverkusen pour un contrat de 3 ans.
La première saison avec Leverkusen est exceptionnelle, le club finit 3eme de la Bundesliga et se qualifie pour la Ligue des champions aidé par un Patrik Schick auteur de 24 buts en championnat et 2éme meilleure buteur de la Bundesliga derrière Robert Lewandowski.
Il est licencié par le club, le 6 octobre 2022 et remplacé par Xabi Alonso en raison de mauvais résultats après une défaite 2-0 contre le FC Porto, une élimination dès le 1er tour en Coupe d'Allemagne par une équipe de 3éme division et une 17éme place en Bundesliga.

#### Borussia Mönchengladbach (2023-)
En juin 2023, il est nommé nouvel entraîneur du Borussia Mönchengladbach en signant pour les 3 prochaines saisons.

## Palmarès
- Champion de Suisse en 2019, 2020 et 2021 avec les Young Boys
- Finaliste de la Coupe de Suisse en 1997 avec le FC Lucerne